# Lee Buchanan
Lee David Buchanan (Mansfield, 7 marzo 2001) è un calciatore inglese, difensore del Birmingham City.

## Caratteristiche tecniche
Giocatore di piede mancino, dotato di buona corsa e tecnica; predilige il ruolo di terzino sinistro, ma, all’occorrenza, riesce a ben performare come centrale difensivo o esterno di centrocampo. 

## Carriera

### Club
Cresciuto nel settore giovanile del Derby County, debutta in prima squadra il 13 agosto 2019 in occasione dell'incontro di Coppa di Lega vinto 1-0 contro lo Scunthorpe Utd.
Passa poi al Werder Brema nel 2022; dopo una sola stagione, nella quale realizza una rete in 21 presenze nella prima divisione tedesca, si trasferisce nella seconda divisione inglese al Birmingham City.

### Nazionale
Ha giocato nelle nazionali giovanili inglesi Under-19, Under-20 ed Under-21.

## Statistiche

### Presenze e reti nei club
Statistiche aggiornate al 16 ottobre 2021.
| Stagione        | Squadra         | Campionato      | Campionato | Campionato | Coppe nazionali | Coppe nazionali | Coppe nazionali | Coppe continentali | Coppe continentali | Coppe continentali | Altre coppe | Altre coppe | Altre coppe | Totale | Totale |
| Stagione        | Squadra         | Comp            | Pres       | Reti       | Comp            | Pres            | Reti            | Comp               | Pres               | Reti               | Comp        | Pres        | Reti        | Pres   | Reti   |
| --------------- | --------------- | --------------- | ---------- | ---------- | --------------- | --------------- | --------------- | ------------------ | ------------------ | ------------------ | ----------- | ----------- | ----------- | ------ | ------ |
| 2019-2020       | Derby County    | FLC             | 5          | 0          | FACup+CdL       | 0+2             | 0+1             |                    | -                  | -                  |             | -           | -           | 7      | 1      |
| 2020-2021       | Derby County    | FLC             | 35         | 0          | FACup+CdL       | 0+2             | 0               |                    | -                  | -                  |             | -           | -           | 37     | 0      |
| 2021-2022       | Derby County    | FLC             | 15         | 0          | FACup+CdL       | 0+1             | 0               |                    | -                  | -                  |             | -           | -           | 16     | 0      |
| Totale carriera | Totale carriera | Totale carriera | 55         | 0          |                 | 4               | 1               |                    | -                  | -                  |             | -           | -           | 59     | 1      |

## Palmarès

### Club

#### Competizioni nazionali
- Football League One: 1

Birmingham City: 2024-2025